# I Was Looking at the Ceiling and Then I Saw the Sky
I Was Looking at the Ceiling and Then I Saw the Sky ist ein Songplay in zwei Akten aus dem Jahr 1995. Die Musik komponierte John Adams, den Text schrieb die Lyrikerin und Aktivistin June Jordan. Mitinitiator war der Regisseur Peter Sellars, der auch die Uraufführungsproduktion inszenierte.
Das Stück spielt in Los Angeles und erzählt von sieben jungen Leuten unterschiedlicher sozialer und ethnischer Herkunft; infolge des Erdbebens 1994 nehmen ihre miteinander verquickten persönlichen Geschichten jeweils eine entscheidende Wendung.

## Handlung
Sieben junge Leute hadern mit ihrem Platz im Leben und mit der Liebe: Der Baptisten-Vorsteher David möchte am liebsten alle Frauen besitzen und wird von Leila für seine ständigen sexuellen Eskapaden scharf kritisiert. In ihrer Beratungsstelle versucht Leila, die Einwanderin Consuelo zum Verhüten zu bewegen. Consuelo ist illegal in den USA, hat traumatische Erfahrungen in El Salvador gemacht und lebt in ständiger Angst vor der Staatsmacht. Sie hat ein kleines Baby mit dem Ex-Gangsta Dewain, der gerade wieder einmal aus dem Gefängnis kommt. Um Consuelo zu beruhigen, deren älterer Sohn nicht heimgekommen ist, nimmt Dewain in einem Laden zwei Flaschen Bier mit – ohne zu bezahlen. Der Polizist Mike, begleitet von der Reporterin Tiffany, verhaftet ihn. Gemäß der kalifornischen Three-Strikes-Regel droht Dewain eine möglicherweise lebenslange Haftstrafe. Rick, Dewains Verteidiger, macht seine Sache vor Gericht nicht besonders; er versucht, den Zeugen Mike und Tiffany niederträchtige Motive nachzuweisen und wird im Gegenzug von Tiffany seiner Herkunft wegen beschimpft. Tiffany ist frustriert: Ihre Liebe zu Mike bleibt aus ihr unerklärlichen Gründen unerwidert. Dewain beginnt, unterstützt von David und Leila, sich in seiner Haft mit Jura zu beschäftigen.
Wider Erwarten fasst David eine tiefe, dauerhaftere Zuneigung zu Leila. Gerade als beide im Liebesglück schwelgen, erschüttert ein Erdbeben die Stadt, zerstört Straßen und Gebäude, unterbricht die Versorgung. Leila wird schwer verletzt, David versucht, sich um sie zu kümmern. Mike kämpft sich zu Tiffanys Wohnung durch. Tiffany konfrontiert ihn mit der Seltsamkeit ihrer Beziehung und erkennt auf einmal den Grund: Der äußerlich so harte Polizist muss schwul sein. Mike weist den Gedanken zunächst von sich und gerät in Streit mit Rick, der sich vor Gericht in Tiffany verliebt hat und nun ebenfalls bei ihr erscheint. Tiffany erkennt, dass an ihr nichts Falsches ist. Tiffany und Rick nähern sich einander, Mike beginnt, sich selbst zu akzeptieren. Dewain kann aus dem zertrümmerten Gefängnis entkommen; Consuelo bittet ihn, mit ihr nach El Salvador zu gehen, wo sie nun für die Rechte ihres Volks kämpfen will. Doch er entscheidet sich zu bleiben, beide trennen sich.

## Musiknummern
Erster Akt
- Ensemble – I Was Looking At the Ceiling and Then I Saw the Sky
- A Sermon on Romance (David’s Solo)
- Leila’s Song of the Wise Young Woman
- Solo in Sunlight (Dewain’s First Solo)
- ¿Donde Estás?
- Mike’s Song About Arresting a Particular Individual
- Tiffany’s Solo
- Song About the On-Site Altercation
- Song About the Bad Boys and the News
- Your Honor My Client He’s a Young Black Man (Rick’s Solo)
- Consuelo’s Dream
- Rick’s Cross-Examination of Tiffany and Mike
- Song About Law School as the Natural Follow-Up to Jail
- Leila’s Song: Alone (Again or At Last)
- Song About the Sweet Majority Population of the World

Zweiter Akt
- Earthquake
- Three Weeks and Still I’m Outta My Mind
- Crushed by the Rock l Been Standing On
- Duet in the Middle of Terrible Duress
- Dewain’s Song of Liberation and Surprise
- Esté País/This Country
- One Last Look at the Angel in Your Eyes
- Finale

Ursprünglich im ersten Akt enthaltene, bei einer späteren Revision gestrichene Songs:
- A Man Among Men
- Interim (Mike)
- Rick’s Awkward Love Song

## Text
In June Jordans Textvorlage sind metrisch strenge Formen (z. B. „Consuelo’s Dream“) in der Minderzahl. Es überwiegen freie, nur zum Teil oder unregelmäßig gereimte Verse, die sich an der natürlichen Rede orientieren und mitunter Alltags-Ausdrücke, Slang und Amtssprache verwenden. Insgesamt ist die Sprache dicht gearbeitet und mit vielen Bildern durchzogen, sie verwendet viele poetische Mittel wie Binnenreime, Assonanzen oder Alliterationen.

## Musik
Das Werk steht stilistisch zwischen Oper und Musical.
Wie bereits die (englische) Gattungsbezeichnung im Untertitel zum Ausdruck bringt, entwickelt sich die gesamte Handlung des Stücks im Rahmen einer Folge von Songs; Abschnitte ohne Musikbegleitung oder Gesang gibt es nicht.
Typische Stilmerkmale der Minimal Music, als deren Vertreter John Adams gilt, finden sich vor allem in rein instrumentalen Passagen (z. B. im Opening), in der Begleitung sowie in Abschnitten, in denen Dialog und Aktion vorherrschen. Die Gesangsdeklamation ist stark an der Sprachmelodie orientiert und rhythmisch auf differenzierte Weise notiert. Daneben gibt es aber auch Formen, die bestimmte Song-Typen und Pop-Idiome zum Vorbild haben wie Rock-Ballade, Close-Harmony, Funk, Bebop, Blues oder Latin.
Instrumentalbesetzung: Klarinette in B (wechselt mit Bassklarinette); Alt-Saxophon; 3 Keyboard-Spieler (Keyboard I wechselt mit Klavier); Gitarre (wechselt mit E-Gitarre); Kontrabass (wechselt mit E-Bass); Drum-Set (auch MIDI-Percussion).
Dauer: ca. 2 Stunden.

## Produktionen
- Uraufführung am Zellerbach Theatre, University of California, Berkeley: Previews ab 3. Mai 1995, Premiere am 11. Mai 1995, Aufführungen bis 21. Mai 1995; präsentiert von Cal Performances; Regie: Peter Sellars; musikalische Leitung: Grant Gershon; Band: Paul Dresher Ensemble; Kostüme: Dunya Ramicova; Licht: James Ingalls; Cast: Kaitlin Hopkins (Tiffany), Jesse Means / Darius de Haas (David), Michael Ness (Mike), Harold Perrineau, Jr. / Jerry Dixon (Dewain), Kennya Ramsey (Leila), Sophia Salguero (Consuelo), Welly Yang (Rick); Folgeaufführungen 1995 u. a. in Montréal, New York (Lincoln Center), beim Edinburgh Festival, Helsinki Festival sowie Festival d’Automne.
- Deutsche Erstaufführung im Thalia Theater Hamburg: Premiere am 21. Oktober 1995 in der Uraufführungs-Produktion, mit dem Avanti! Ensemble.
- Theater Gera: Premiere am 27. Januar 1998; Regie: Frank Olschowsky; musikalische Leitung: Erik Kross.
- Southwark Warehouse, London: Premiere am 30. Oktober 1998; Regie: Caroline Sharman; musikalische Leitung: John Jansson; mit Folgeaufführungen in Huddersfield und im Royal Opera House Studio, London.
- Lyric Opera Cleveland, Ohio: Premiere am 31. Juli 2002; Regie: Jonathon Field; musikalische Leitung: Mary Chun.
- Young Opera Company Freiburg: Premiere am 17. Januar 2004; Regie: Joachim Rathke; musikalische Leitung: Klaus Simon.
- Theatre Royal Stratford East, London (Produktion gemeinsam mit dem Londoner Barbican): Premiere am 2. Juli 2010; Regie: Kerry Michael und Matthew Xia; musikalische Leitung: Clark Rundell.
- Théâtre du Châtelet, Paris: Premiere am 11. Juni 2013; Regie: Giorgio Barberio Corsetti; musikalische Leitung: Alexander Briger (Übernahme durch die Oper Rom im Teatro Costanzi im September 2015).
- Long Beach Opera im Ford Amphitheatre, Los Angeles: Premiere am 23. August 2014; Regie und musikalische Leitung: Andreas Mitisek (erste Aufführung in Los Angeles).

## Einspielungen
- Studio cast (1996/97, Auszüge): Audra McDonald, Michael McElroy, Welly Yang, Angela Teek, Darius de Haas, Marin Mazzie, Richard Muenz / Avanti! Ensemble / Dirigent: John Adams (Nonesuch 79473-2, 1 CD; Re-Release 1999 im Rahmen der „John Adams Earbox“, Nonesuch 79453-2).
- Gesamtaufnahme (2004): Solisten der Young Opera Company Freiburg: Martina Mühlpointner, Kimako Xavier Trotman, Markus Alexander Neisser, Jeannette Friedrich, Darius de Haas, Lilith Gardell, Jonas Holst / Band of Holst-Sinfonietta / Dirigent: Klaus Simon (Naxos 8.669003-04, 2 CDs).

## Ausgaben
- Original-Libretto ISBN 0-684-80422-0 (Scribner).
- Klavierauszug (2012, englisch) ISMN 979-0-051-09707-4 (Boosey & Hawkes / Hendon Music).

## Resonanzen
“Ceiling…Sky belongs to no category but its own, yet resonates with its roots in opera and musicals. You can find conscious or unconscious references to everything from Don Giovanni’s ‘Catalogue Aria,’ when Leila taunts David with a list of his conquests’ names, to Hair, with a symmetrical pairing of men’s and women’s ensembles singing about the wonders of sex. In the latter, ‘Song About the Bad Boys and the News,’ the three singers team up for an angelic hymn and then break into a no-holds-barred paean– fusing Motown, gospel, a stride bass, and polyrhythms– to the male body … The men’s fabulously filthy ‘Song About the Sweet Majority of the World’ is a hip-grinding hilarious gem with a sexy slow groove and Hammond organ-like funk progressions. But if in Ceiling…Sky we hear echoes of various genres, the music is both warmly familiar and also entirely original.”